# جلان ديفيز
جلان ديفيز (بالإنجليزية: Glen Davies)‏ (20 فبراير 1976 برايتون المملكة المتحدة - ) هو لاعب كرة قدم بريطاني، يلعب كمدافع، لعب 38 مباراة وسجل هدف.

## مسيرته

### مسيرته مع الأندية
- 1996 - 1998 لعب مع نادي هارتلبول يونايتد 38 مباراة سجل خلالها هدف.

## روابط خارجية
- جلان ديفيز على موقع قاعدة بيانات كرة القدم.إي يو (الإنجليزية)
- جلان ديفيز على موقع Soccerbase.com (لاعب) (الإنجليزية)